# Motesíky Árpád
Motesíky Árpád (Nagycétény, 1941. január 1. – 2021. július 11.) szlovákiai magyar vadászíró, újságíró.

## Élete
Motesiky János és Galgóczi Erzsébet fia. A pozsonyi Magyar Pedagógiai Gimnáziumban tanult 1959-ig. Egy évet bányászként dolgozott Nyitranovákon, majd 1960–1968 között a nagycétényi alapiskola tanára. 1968–1970 között a nyitrai Csemadok járási titkára, majd ismét tanár Nagycétényben 1975-ig. 
Ekkor politikai okokból elbocsátották és a verebélyi Tesla művek anyagbeszerzője lett. 1990–1996 között annak járási elnöke. 1975-ig pedagógusként, 1990-ig anyagbeszerzőként, majd újságíróként dolgozott. 1996-tól tagja a Szlovák Vadászszövetségnek. 1998-ban nyugdíjba vonult.
Az ún. Nyitrai rezolúció egyik aláírója. Fiai Gábor (1964) költő, tengerész és Mátyás.

## Művei
- 1966 Álmoskönyv vadászoknak és vadászfeleségeknek. Nyitra
- 1971 Ünnepeltek Nagycétényben. Szocialista Nevelés 16/10, 319 (1971. június 1.)
- 1975 Olvasókönyv az alapiskolák 5. osztálya számára. Pozsony
- 1992 A Zobor-hegy egykori emlékoszlopa. Honismeret XX/1, 25.
- 1993 A tanár úr... (Kolonban, Arany A. László emléktáblájának avatásán). A Hét 38/31, 4.
- Négy felvidéki vadász. Gyimesi György, Jurán Vidor, Justh Ödön, Motesiky Árpád; TerraPrint, Bp., 1996
- Szlovákiai vadászkalendárium (1996, 1997, 1998, 1999, Nyitra, Agro Tár)
- 1996 Tréfatarisznya. Budapest (tsz. Ferenczy Ferenc)
- 1997 Mikszáth két rókája. Nyitra
- 1997 Vadkacaj (tsz. Ferenczy Ferenc). Budapest
- A szabadságharc lovagja. Vadászat Cseklészen; TerraPrint, Bp., 1998
- Beregszászi György–Csőre Pál–Motesiky Árpád: A vadászat árnyoldalai. Vadászbalesetek, ütközések vaddal; TerraPrint, Bp., 1998
- 1998 Vadászatok, emlékek. Budapest (tsz. Jurán Vidor)
- 1995–1999 Ötven vadász emlékeiből I-X. Novellák. Budapest
- 1999 Szarvasbőgés. Budapest (tsz. Izsák Jenő, Tálosi István)
- 1999 Vadászkönyvklub 1993–1999. Riport. A Vadászkönyvklub Egyesület Évkönyve. Budapest
- 2000 Relikviák. Budapest (tsz. Jurán Vidor)
- Molnár László–Motesiky Árpád: Gróf Forgách Károly élete és családjának legendája; TerraPrint, Bp., 2000
- Lévától Nagymarosig. Kittenberger Kálmán élete és munkássága; szerk. Motesiky Árpád; Terraprint, Bp., 2001
- Felvidéki vadászok életrajzi lexikona; KT, Komárno, 2001
- Emlékezés Stróbl Alajosra; TerraPrint, Bp., 2001
- Nyílnak az erikák a várdombon; Héthatár Bt., Pécs, 2002 (Hetedhéthatár-füzetek)
- 2003 Felvidéki Vadászörökség. Budapest
- 2004 Társas vadászkönyv. Budapest (szerk. Zoltán János, novellája)
- 2004–2005 Vadászok  emlékeiből I-II. Budapest (novellák)
- Vadászörömök – vadászörökségünk. Régi korok vadászírásai; szerk., vál., az életrajzokat, az égi jeleket, az álomfejtést és a recepteket Motesiky Árpád jegyezte le; KT, Komárom, 2006
- 2014 Cétényke parti történetek és legendák. Kolárovo

## Elismerései
- Nimród Vadászérem
- Bársony István Kitüntetés
- Szabad Földműves irodalmi pályázatán első díjat ért el (1965)